# Карапапаг
Карапапаг (азерб. Qarapapaq) — село в Газахском районе Азербайджана. Расположено на равнине.
Топоним «Карапапаг» связан с названием азербайджанской этнической группы, происходящей от огузского племени карапапахов (первые упоминания карапапахов обнаружены в XVI веке). Проживавшие на территории современной Армении, в районе озера Севан, карапапахи в связи с присоединением Южного Кавказа к России в начале XIX века частично переселились в Турцию и Иран. Оставшиеся в России карапапахи проживали в основном в Газахе и Нахичевани.